# Zoom jeunes
Zoom Jeunes est un concours ouvert aux jeunes et groupes de jeunes âgés de 15 à 25 ans de la Communauté française de Belgique.
Tout jeune candidat ayant développé un talent ou un projet dans quelque domaine que ce soit (éducation, sport, santé, emploi, culture, économie, art, etc.) peut y participer. 
Un jury composé d'experts indépendants élit chaque année les 5 lauréats en fonction de critères d'éligibilité définis dans le règlement.
Ce concours réuni en moyenne 600 candidatures par an.
La dotation totale de ce concours est de 25 000 € auxquels s’ajoutent la réalisation d’un reportage promotionnel sur chaque participant et une couverture médiatique tout au long de l’année d’élection.
En trois ans d’existence ce sont donc plus de 75 000 € partagés entre 15 jeunes ou groupes de jeunes afin de leur permettre de développer leurs projets.

## Édition 2005
- Parrains : Les frères Dardenne, cinéastes belges primés à Cannes
- Lauréats :
  - 3R Magazine de Marie Salomé
  - Insertion professionnelle de jeunes-filles mères
  - Opération Jobs d'été
  - Une ligne d'Art dans le métro de Cinnia Salum
  - Sabine Mortier

## Édition 2006
- Parrains : Les frères Taloche, Humoristes belges
- Lauréats :
  - Speculoos Production de Anthony Thillmany
  - Interact de Jonathan Rousseau
  - Sunshine International de Michael Darchambeau
  - Théâtre à la prison de Forest
  - L'atelier 210
  - Les passeurs d'énergie

## Édition 2007
- Parrains : sam touzani
- Lauréats :
  - Comité Solidarité Jeunesse  de Marylène Mordant
  - IdéalCoiffure  de Cindy Paquay ( www.procosmetiques.be )
  - Les voix du silence  de Maxime Coton et Cédric Noel
  - Spectacle de marionnettes de Isabelle Lambot
  - [Vitam] de Cédric Cauderlier

## Édition 2010
- Parrains :
- Lauréats :
  - Le Poiscaille, journal satirique liégeois
  - My DooDooDesign
  - Union By Motion
  - Cinevasion
  - Children’s Drawings
  - Kaizer Street
  - Babel Ere
  - Maçons du cœur
  - Les vélos du rouge-gorge
  - Gaëlliûm